# Касир
Касир (ж. касирка) особа је која руководи касом на различитим локацијама, као што је продајно мјесто у малопродајним објектима. Назив се најчешће користи у индустрији малопродаје, али се он користи и у контексту књиговодства за особу одговорну за примање и исплату новца у банкарским пословницама у Уједињеном Краљевству.